# Abu l-Juyush Nasr
Abū l-Juyūsh Naṣr (in arabo أبو الجيوش نصر‎?; Granada, 1º novembre 1287 – Guadix, 16 novembre 1322) fu il quarto sultano nasride del Sultanato di Granada, rimasto al potere dal 14 marzo 1309 fino alla sua abdicazione, avvenuta l'8 febbraio 1314.
Figlio di Muhammad II al-Faqih e di una concubina cristiana, Shams al-Duha, oltre che fratello di Muḥammad III, salì al trono proprio quando quest'ultimo fu detronizzato a seguito di una congiura di palazzo. Al momento della sua ascesa, Nasr dovette affrontare una guerra su tre fronti contro la Castiglia, l'Aragona e il Sultanato merinide, innescata dalla politica estera espansionistica compiuta dal suo predecessore. Il nuovo sultano strinse la pace con i Merinidi nel settembre 1309, cedendo loro il porto africano di Ceuta, che era stato invece di recente conquistato dai granadini, così come Algeciras e Ronda in Europa. Granada perse Gibilterra in seguito all'assedio del settembre del 1309, ma riuscì con successo a resistere ad Algeciras finché essa non fu ceduta ai Merinidi, i quali continuarono la sua difesa fino a quando l'assedio non venne abbandonato nel gennaio 1310. Giacomo II d'Aragona chiese la pace dopo che i difensori granadini respinsero l'attacco aragonese ad Almería nel dicembre 1309, ritirando le sue forze e lasciando i territori del sultanato entro gennaio. Ai sensi del trattato che ne seguì, Nasr accettò di pagare dei tributi e corrispondere un'indennità a Ferdinando IV di Castiglia, oltre a cedere alcune città di confine in cambio di sette anni di pace.
Nonostante avesse raggiunto tale traguardo con perdite relativamente minime, Nasr si dimostrò impopolare a corte, forse perché le sue scelte vennero considerate eccessivamente filo-cristiane e perché si riteneva che trascorresse troppo tempo dedicandosi all'astronomia, trascurando così i suoi doveri di sovrano. Malgrado una prima ribellione fomentata da suo cognato Abu Said Faraj nel 1311 fosse stata sedata, una seconda insurrezione capeggiata dal figlio di Abu Said, Ismaʿil, si concluse invece con il suo insediamento nell'Alhambra, luogo di residenza del sultano di Granada. A tale evento conseguì la forzata abdicazione di Nasr l'8 febbraio 1314 in favore di Ismaʿil, divenuto da allora noto come Ismaʿil I. A Nasr fu permesso di governare la provincia orientale di Guadix, dove si auto-proclamò re, ma presto provò a riconquistare il trono con l'aiuto della Castiglia. Ismaʿil sconfisse le forze castigliane nella battaglia della Vega de Granada, evento che portò alla firma di una tregua e alla cessazione dell'appoggio politico fornito a Nasr, il quale morì senza eredi nel 1322.

## Biografia

### Nascita e primi anni di vita

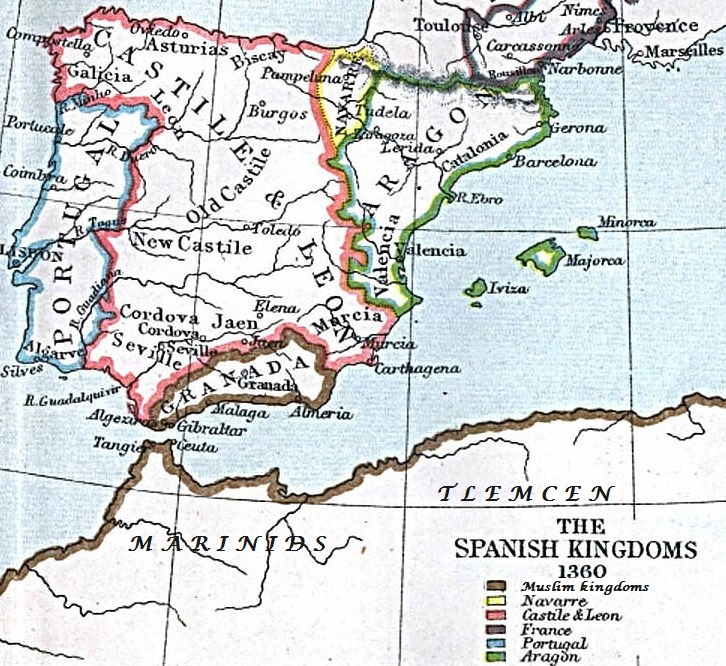
Il Sultanato di Granada e i regni circostanti nel XIV secolo

Abu al-Juyush Nasr ibn Muhammad nacque il 1º novembre 1287 (24 Ramadan 686 AH), probabilmente nell'Alhambra, la fortezza e il complesso reale della dinastia dei Nasridi situato a Granada. Suo padre era Muhammad II (r. 1273-1302), il secondo sovrano nasride nella storia del Sultanato di Granada. Sua madre era invece Shams al-Duha, la seconda moglie di Muhammad, una cristiana che aveva un passato da schiava. Muhammad ebbe altri figli dalla sua prima moglie: il primogenito Muhammad (il futuro Muhammad III, nato nel 1257 e al potere dal 1302 al 1309) e Fatima (1260 circa-1349). Il loro padre, conosciuto con l'epiteto di al-Faqih ("il giurisperito") per via della sua erudizione e cultura, patrocinò l'istruzione dei suoi figli; Muhammad dimostrò con il tempo un particolare interesse verso la poesia, mentre Fatima si appassionò ai barnamaj, le biobibliografie degli studiosi islamici, e infine Nasr si interessò all'astronomia. Muhammad, che aveva molti anni in più rispetto a Nasr, fu nominato erede (wali l-'ahd) durante il regno del padre.
Muhammad III divenne sultano dopo la morte del padre nel 1302. Negli ultimi anni del suo regno, il sultanato piombò sull'orlo della guerra contro una triplice alleanza costituita dei suoi vicini più grandi, i regni cristiani di Castiglia e Aragona nella penisola iberica e il Sultanato merinide nel Nord Africa. Il conflitto sembrava profilare esiti potenzialmente disastrosi, motivo per cui le scelte politiche compiute fino ad allora dal visir (primo ministro) Ibn al-Hakim, che ormai suppliva a tantissime attività che avrebbe dovuto compiere Muhammad III per via della sua quasi cecità, scatenarono la rabbia della popolazione di Granada. Il 14 marzo 1309, una congiura di palazzo istigata da un gruppo di nobili cittadini a cui aderì un importante rivale del visir, Atiq ibn al-Mawl, costrinse Muhammad III ad abdicare in favore di Nasr. Il sultano deposto si ritirò in una tenuta ad Almuñécar, mentre Ibn al-Hakim fu ucciso da Ibn al-Mawl durante i tumulti e il suo cadavere fu vilipeso dalla popolazione. Non appena divenuto il nuovo sultano, Nasr nominò Ibn al-Mawl, il principale istigatore della precedente congiura e membro di un'influente famiglia di Granada, come suo visir.

## Guerra contro la triplice coalizione

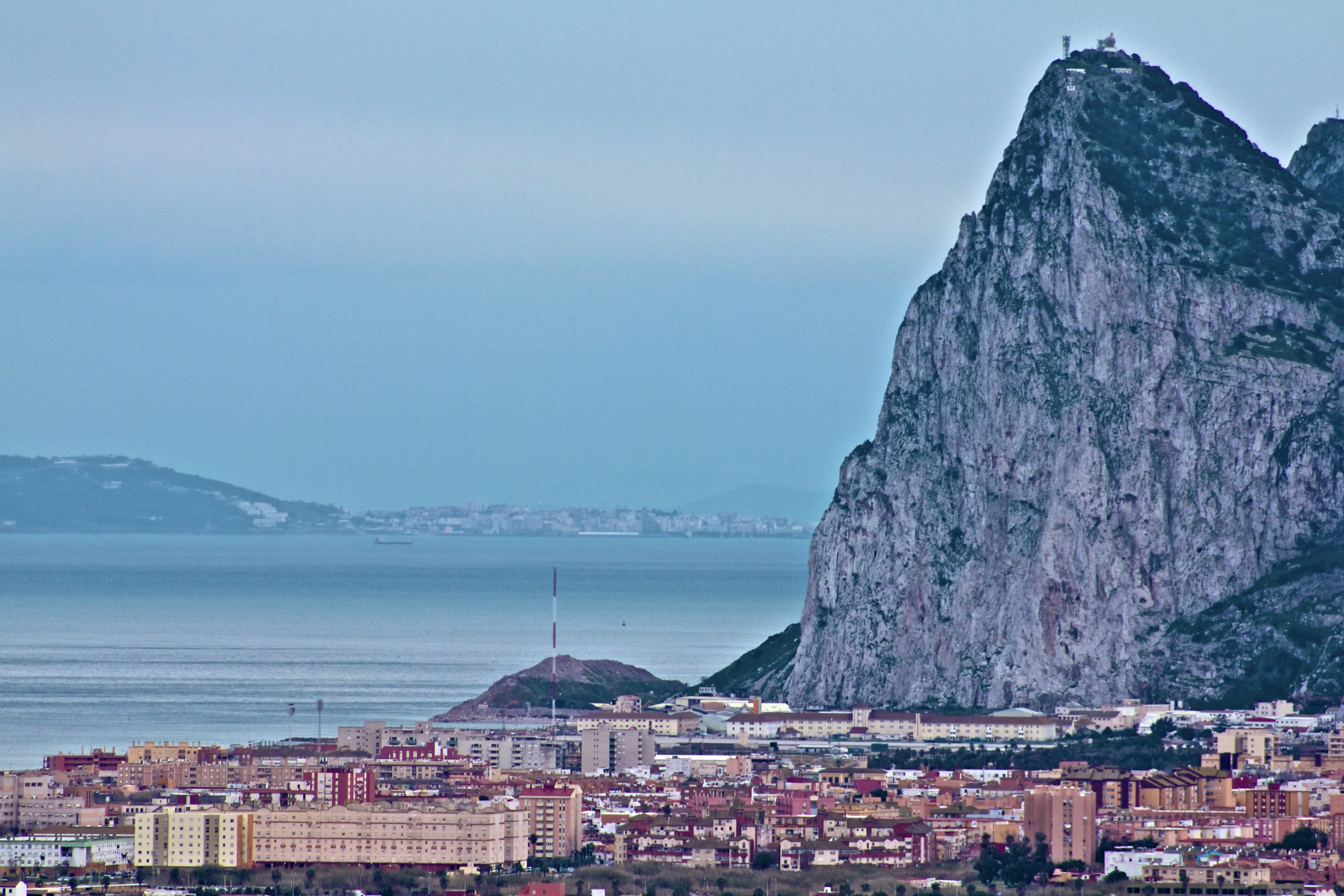
Gibilterra in primo piano e Ceuta, vista in lontananza sullo sfondo, dal lato africano dello stretto. La distanza in linea d'aria tra le due città è pari a 22,5 km. Gibilterra già faceva parte del Sultanato di Granada e Muhammad III era riuscito a espandersi sottomettendo anche Ceuta, ma per Nasr si rivelò impossibile preservare entrambi il dominio di entrambi i lati dello stretto

Granada si trovava in una situazione poco sicura quando Nasr assunse il potere, poiché era priva di alleati e tre nemici molto più potenti di lei si preparavano a muoverle guerra congiuntamente. Uno dei principali motivi di contesa fu l'occupazione granadino di Ceuta, porto localizzato sulla costa nordafricana dello stretto di Gibilterra che si era ribellato ai Merinidi nel 1304 e fu conquistato da Granada nel 1306 sotto Muhammad. III. La presa di Ceuta, unita al controllo di Algeciras e di Gibilterra, due altri porti situati nello stretto, così come di Malaga e Almería più a est, le avevano conferito un saldo predominio tra Europa e Nord Africa, evento che indispettì non solo i Merinidi, ma anche Castiglia e Aragona.
I Merinidi presero d'assalto Ceuta il 12 maggio 1309 e si assicurarono un'alleanza formale con l'Aragona all'inizio di luglio. L'Aragona doveva inviare galee e cavalieri per aiutare i Merinidi a espugnare Ceuta in cambio di consegne di grano e orzo all'Aragona, vantaggi economici per i commercianti catalani in Marocco e un accordo reciproco di non stipulare una pace separata. L'intesa prevedeva inoltre che, una volta conquistato, il territorio sarebbe stato restituito ai Merinidi, ma che prima ne sarebbe stato saccheggiato il porto e tutti i beni mobili di valore sarebbero stati ceduti agli aragonesi. Tuttavia, il 20 luglio 1309, gli abitanti di Ceuta rovesciarono i loro governanti nasridi e permisero ai Merinidi di entrare in città senza che fosse stato necessario il supporto degli aragonesi. La riconquista di Ceuta addolcì la posizione merinide nei confronti di Granada e i due Stati musulmani avviarono dunque i negoziati per rinsaldare nuovamente i rapporti. Nasr aveva subito inviato i suoi emissari alla corte merinide a Fès da aprile e, alla fine del mese di settembre del 1309, fu raggiunto un accordo di pace. Oltre a riconoscere il dominio merinide su Ceuta, Nasr dovette cedere Algeciras e Ronda, entrambe situate in Europa, e le aree circostanti. Alla luce di siffatto patto, i Merinidi potevano ancora una volta vantare degli avamposti nella parte meridionale della penisola iberica, dopo la loro ultima ritirata nel 1294. Non necessitando più dell'assistenza dell'Aragona, i Merinidi rinnegarono l'alleanza precedentemente stipulata e non inviarono il bottino da Ceuta come promesso; presto re Giacomo II d'Aragona scrisse al suo omologo castigliano Ferdinando IV riguardo al sultano merinide Abu al-Rabi' Sulayman, affermando: «Ci sembra, o re, che da questo momento in poi possiamo considerare quel sovrano come un nemico».
Nel frattempo, alla fine di luglio del 1309 le forze cristiane, le quali comprendevano non solo uomini della Castiglia e dell'Aragona ma anche del Portogallo, unitosi alla coalizione il 3 luglio 1309, attaccarono sotto il comando di Ferdinando IV Algeciras, porto sicuro all'estremità occidentale del sultanato. Ben presto, anche un distaccamento di questa forza eseguì il primo storico assedio di Gibilterra. In quel frangente, due macchine d'assedio attaccarono le mura di Gibilterra, mentre le navi aragonesi ne bloccavano il porto. La città si arrese il 12 settembre 1309, poco prima che fosse stretta la pace tra Nasr e i Merinidi. La moschea della città fu riconvertita in una chiesa e 1 125 dei suoi abitanti partirono alla volta del Nord Africa, avendo preferito non vivere sotto il dominio cristiano. Sebbene questo porto fosse meno importante di Algeciras, la sua conquista ebbe comunque un valore significativo, poiché diede alla Castiglia un punto d'appoggio strategico sullo stretto di Gibilterra. Sarebbe ritornata in mano ai musulmani nel 1333, e di nuovo alla Castiglia nel 1464, nell'ambito della lunga contesa per il possesso dei porti situati sullo stretto. L'assedio di Algeciras continuava frattanto a trascinarsi, ma ai sensi dell'accordo di pace tra Granada e i Merinidi, la città era passata in mano ai marocchini e i soldati stavano tecnicamente combattendo per loro. I Merinidi inviarono truppe e rifornimenti per fornire appoggio alla città, mentre Nasr concentrò la sua attenzione sul fronte orientale. Alla fine del mese di ottobre o di novembre, un contingente di 500 cavalieri castigliani comandati dallo zio del re Infante Giovanni e dal cugino del re Giovanni Emanuele rinunciò all'assedio di Algeciras, evento che demoralizzò il resto degli assedianti e li rese vulnerabili a un contrattacco. Ferdinando IV era ancora determinato a continuare l'assalto, tanto da giurare di preferire la morte in battaglia piuttosto che il disonore di ritirarsi da Algeciras senza aver ottenuto quanto sperava.

Il Sultanato di Granada e gli insediamenti principali che ne facevano parte prima della perdita di Gibilterra e di Ceuta nel 1309

Sul fronte orientale, le truppe aragonesi colpirono Almería, godendo di un discreto sostegno da parte della Castiglia. La città riuscì ad accumulare rifornimenti e a migliorare le sue difese, sfruttando così la scarsa tempestività con cui giunsero via mare le forze aragonesi di Giacomo II alla metà di agosto del 1309. La serie di assalti compiuti contro la città si concluse sempre con esiti infausti, circostanza la quale permise a Nasr di garantire maggiore grazie all'invio di ulteriori truppe sotto il principe merinide Uthman ibn Abi al-Ula. Una volta presa posizione nella vicina Marchena dopo aver sconfitto lì un contingente aragonese, il seguito di al-Ula infastidì continuamente coloro che portavano approvvigionamenti agli assedianti con delle incursioni. All'avvicinarsi dell'inverno, la città sembrava resistere ancora e la minore attenzione prestata dai cristiani per l'assedio di Algeciras a novembre fece sì che Granada potesse inviare ancora rinforzi. Alla fine di dicembre, Giacomo II e Nasr concordarono una tregua; il re aragonese promise che avrebbe fatto ritirare le sue truppe dai territori granadini. L'evacuazione fu completata nel gennaio 1310, malgrado non senza che si fossero verificati alcuni incidenti. Come testimoniato infatti da documenti scritti da Nasr e destinati a Giacomo, le sentinelle della città si trovarono costrette a mettere fuori combattimento o a disarmare le rimanenti truppe aragonesi nella zona perché saccheggiavano le campagne granadine. Nasr fece inoltre notare che i musulmani avevano loro concesso vitto e alloggio a proprie spese «perché alcuni di loro stavano morendo di fame», in attesa che le navi aragonesi li conducessero via.
L'assedio di Algeciras da parte di Ferdinando IV si limitò a piccoli progressi e, nel gennaio 1310, rinunciò alla campagna e avviò le trattative con Nasr. Ad ogni modo, le ostilità si trascinarono ancora per diverso tempo, se si pensa alla conquista compiuta dalle truppe castigliane sotto il fratello del re, l'Infante Pietro di Tempul (situata nei pressi di Jerez) e la flotta castigliano-aragonese imperversava ancora nelle acque di Granada in maggio. Il 26 maggio 1310 fu firmato un trattato di pace dalla durata settennale; Nasr accettò di pagare un'indennità di 150 000 dobloni d'oro e un tributo annuale pari a 11 000 dobloni alla Castiglia. Oltre a Gibilterra, Granada cedette alcune città di frontiera, tra cui Quesada e Bedmar, espugnate da Muhammad III nella guerra precedente. Entrambi i monarchi accettarono di aiutarsi a vicenda contro i loro nemici; Nasr divenne vassallo della Castiglia e avrebbe dovuto prestare fino a tre mesi di servizio militare all'anno se convocato, con le proprie truppe e a proprie spese. Si prevedeva che sarebbero stati aperti dei mercati tra i due regni e Ferdinando IV nominerà uno speciale giudice di frontiera (juez de la frontera) per dirimere le controversie tra cristiani e musulmani nelle aree di confine. Non si è scoperto finora nessun documento storico che riporti i contenuti di questo trattato stipulato tra Granada e Aragona, ma è noto che Nasr accettò di pagare a Giacomo II 65 000 dobloni a titolo di indennità,  30 000 dei quali sarebbero stati versati a Ferdinando IV.
La presenza dei Merinidi nella penisola iberica si rivelò di breve durata. Abu al-Rabi morì nel novembre 1310 e gli successe Abu Sa'id Uthman II, che voleva espandere ulteriormente i suoi possedimenti in Spagna. Pur avendo una flotta attraverso lo stretto, questa fu sbaragliata dalla Castiglia al largo di Algeciras il 25 luglio 1311. Decise dunque di rinunciare al suo progetto e restituì i suoi possedimenti iberici, comprese Algeciras e Ronda, a Nasr.

## Ribellione e detronizzazione

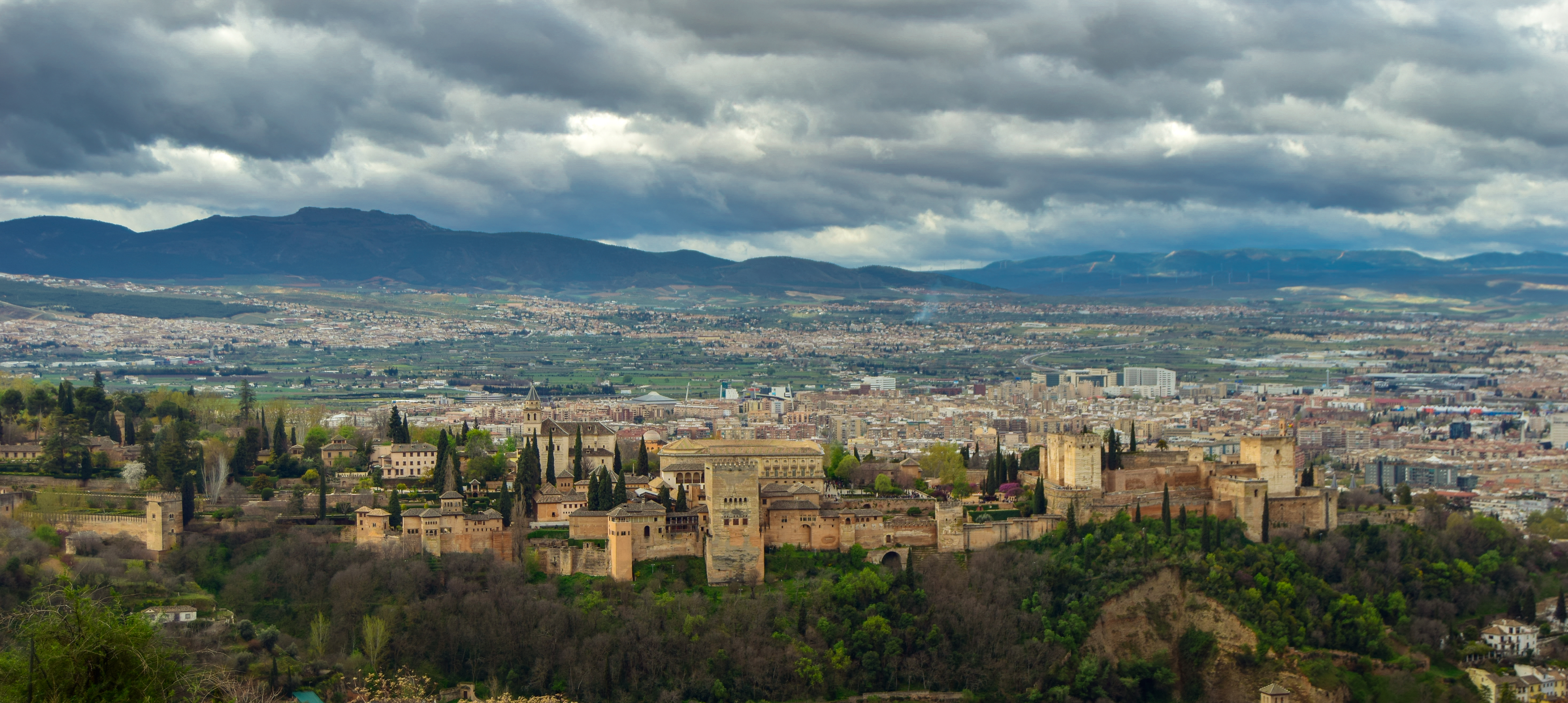
L'Alhambra e la città di Granada, capitale del sultanato, sullo sfondo

Nonostante il suo successo nel porre fine alla guerra su tre fronti con perdite minime, Nasr e il suo visir Ibn al-Hajj, che subentrò a Ibn al-Mawl quando quest'ultimo fuggì in Nord Africa, diventò presto impopolare a corte. Lo storico Leonard P. Harvey ha sostenuto che il motivo per cui ciò avvenne non è chiaro, rigettando la versione riferita dallo studioso quasi contemporaneo Ibn Khaldun secondo il quale la causa fu il «tendente ricorso [dei due] alla violenza e all'ingiustizia»; secondo Harvey, si tratterebbe soltanto di «propaganda ostile». Lo studioso arabista Antonio Fernández-Puertas ha ipotizzato che vi fosse un qualche collegamento con la passione per la scienza provata da Nasr, che secondo i suoi nobili lo assorbiva eccessivamente, poiché pare infatti che Nasr avesse dedicato così tanto tempo a costruire astrolabi e tavole astronomiche da trascurare i suoi doveri di sultano. Inoltre, Fernández-Puertas ha posto l'accento sui malumori di quei sudditi che lo ritenevano particolarmente filo-Cristiano; bisogna infatti ricordare che la madre di Nasr era cristiana e che i rapporti del sovrano con Ferdinando IV furono tendenzialmente distesi. Ibn al-Hajj, invece, divenne impopolare poiché si credeva che esercitasse un'influenza eccessiva sul sultano. Ad aggravare la loro posizione furono i loro abbigliamenti, poiché essi tendevano a vestirsi secondo lo stile castigliano.
Nel novembre del 1310, Nasr contrasse un grave morbo che lo colpì gravemente e un gruppo di nobili di corte tentò di sfruttare l'occasione per ripristinare al potere Muhammad III. Il quasi cieco e vecchio sultano fu trasportato su una lettiga da Almuñécar. Il complotto fallì, poiché le condizioni di salute di Nasr migliorarono prima che Muhammad fosse intronizzato; Nasr imprigionò poi suo fratello nel Dar al-Kubra (La Casa Mayor, ovvero la "Grande Casa") dell'Alhambra. Muhammad fu in seguito annegato, malgrado non sia noto quando tale evento avvenne. Ibn al-Khatib elenca quattro date: la metà del febbraio 1311, febbraio o marzo 1312, il 12 febbraio 1312 e il 21 gennaio 1314. Lo storico moderno Francisco Vidal Castro, che ha analizzato tutte e quattro le date, considera valida l'ultima opzione, in quanto riportata anche in altri resoconti medievali credibili e sulla lapide di Muhammad.
Scoppiò presto una nuova ribellione che fu capeggiata da Abu Said Faraj, governatore di Malaga e membro della dinastia dei Nasridi. Egli era il nipote di Muhammad I, il quale fu nonno di Nasr e fondatore del sultanato, nonché cognato di Nasr poiché era sposato con la sua sorella, la principessa Fatima. Fu quando Abu Said rese il suo omaggio annuale a Nasr che scoprì quanto il sultano fosse impopolare a corte. Il pensiero di detronizzarlo si fece più concreto quando venne a sapere della morte di Muhammad III, come ha sostenuto Fernández-Puertas.
I primi focolai della rivolta causata da Abu Said avvennero a Malaga, nel 1311. Anziché proporsi egli stesso come sultano, propose la nomina di suo figlio, Ismaʿil, che peraltro poteva aspirare al trono in quanto nipote di Muhammad II tramite sua madre Fatima. I ribelli di Malaga erano sostenuti dalle forze nordafricane guidate da Uthman ibn Abi al-Ula, il comandante dei Volontari della Fede (combattenti nordafricani fedeli a Granada) di stanza a Malaga, mentre altre forze nordafricane sotto i principi Abd al-Haqq ibn Uthman e Hammu ibn Abd al-Haqq non abbandonarono il proprio sostegno a Nasr. Gli insorti presero il controllo di Antequera, Marbella e Vélez-Málaga, avanzarono verso Vega de Granada e sconfissero le forze di Nasr in una località chiamata dalle fonti arabe al-Atsha, forse corrispondente alla moderna Láchar. Durante la battaglia, Nasr cadde da cavallo e ne perse dunque le resini, dovendo perciò tornare di corsa a Granada a piedi. Abu Said procedette all'assedio della capitale, ma non disponeva dei rifornimenti necessari per sostenere una campagna prolungata. Nasr domandò quindi aiuto a Ferdinando IV e le forze di Castiglia sotto l'Infante Pietro surclassarono Abu Said e Ismaʿil il 28 maggio 1312. Abu Said cercò la pace e riuscì a farsi assegnare la carica di governatore di Malaga, da dove riprese a rendere omaggio al sultano. Successivamente, Nasr pagò altresì il suo tributo annuale alla Castiglia nell'agosto del 1312, poco prima che avvenisse la morte di Ferdinando IV e che gli succedesse il figlio di un anno Alfonso.

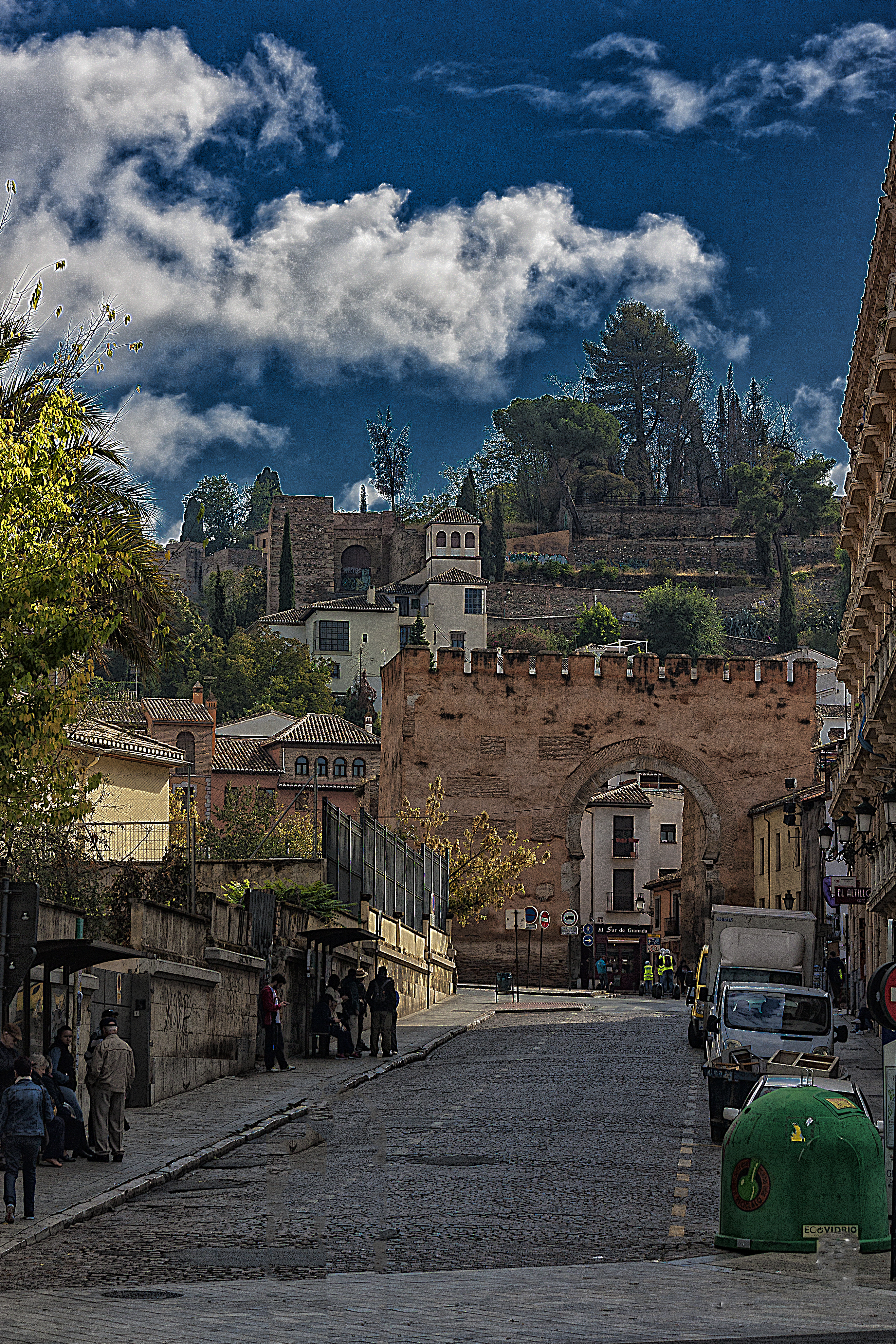
La Porta di Elvira, dove Ismaʿil I entrò a Granada per deporre Nasr nel 1314

L'opposizione a Nasr continuò e i membri della fazione a lui contraria fuggirono dalla corte alla volta di Malaga. Ben presto Ismaʿil ricominciò la ribellione con l'aiuto di sua madre Fatima e Uthman ibn al-Ula. Mentre Ismaʿil si muoveva verso Granada, il suo esercito crebbe in termini di dimensioni e gli abitanti della capitale gli aprirono le porte della città. Ismaʿil fece il suo ingresso dalla Porta di Elvira e assediò Nasr, che rimase nell'Alhambra. Nasr cercò di chiedere assistenza all'Infante Pietro (in quel momento egli era uno dei reggenti del re neonato), ma i soccorsi non giunsero in tempo. Nasr fu costretto ad abdicare l'8 febbraio del 1314. In cambio della resa dell'Alhambra, gli fu consentito di partire per Guadix e di restarvi in veste di governatore. Abd al-Haqq ibn Uthman e Hammu ibn Abd al-Haqq lo accompagnarono nel suo viaggio di spostamento.

## Tentativo di riconquistare il trono
Dopo la sconfitta di Nasr e il trasferimento a Guadix, non si dimenticò del diritto al trono che vantava. Si auto-proclamò "re di Guadix" e guidò un gruppo di suoi parenti e servi contro Ismaʿil; quest'ultimo si convinse ad assediare Nasr a Guadix nel maggio 1315, ma se ne andò senza aver ottenuto nulla di concreto dopo 45 giorni. Nasr chiese ripetutamente aiuto alla Castiglia, governata da una reggenza composta dall'Infante Pietro, dall'Infante Giovanni e dalla nonna del re, Maria di Molina. Pietro accettò di incontrare Nasr e di aiutarlo, ma in separata sede confidò a Giacomo II d'Aragona che intendeva conquistare Granada per sé e che prima o poi l'avrebbe fatto. In cambio del supporto, avrebbe dato all'Aragona un sesto delle terre conquistate. Nel gennaio 1316, Nasr ribadì a Giacomo II che l'imminente campagna sarebbe servita a ripristinarlo come sultano di Granada. Nasr si offrì di assegnare Guadix a Pietro in cambio del suo sostegno, qualora fosse riuscito a riprendere possesso del trono.

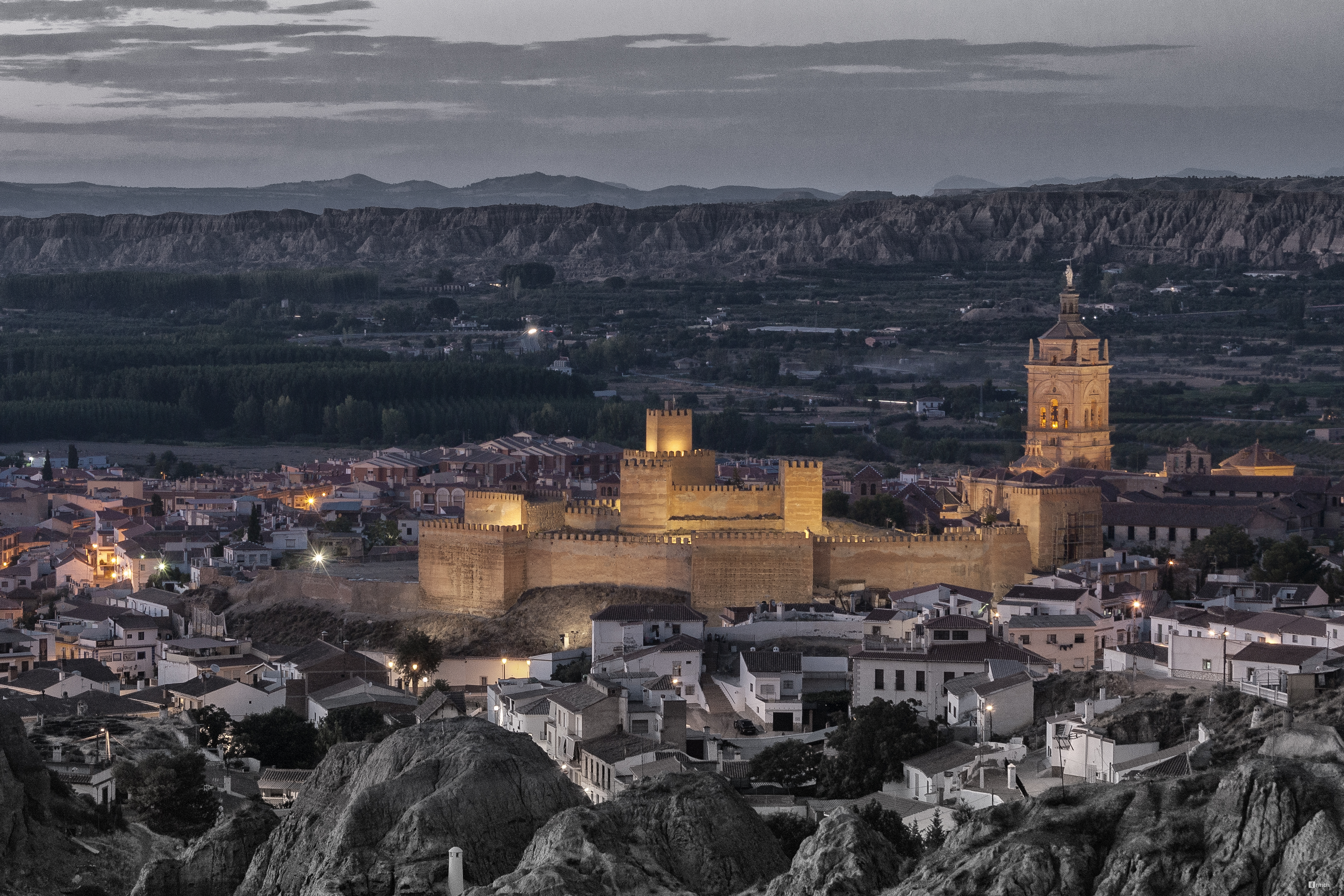
L'Alcazaba e la città di Guadix

I preparativi per la campagna di Castiglia iniziarono nella primavera del 1316. L'8 maggio, le forze granadine guidate da Uthman ibn Abi al-Ula intercettarono una colonna castigliana che riforniva Nasr, il quale fu nuovamente preso di mira a Guadix. Ebbe poi luogo una battaglia vicino a Alicún, durante cui le forze castigliane di Pietro sostenute da Nasr sbaragliarono le forze reali di Granada, uccidendo 1 500 guerrieri e costringendo il nemico a ritirarsi a Granada. Successivamente, il conflitto si trascinò per diversi anni, salvo diversi brevi periodi di tregua. Il culmine della guerra ebbe luogo il 25 giugno 1319, quando una forza granadina guidata da Ismaʿil combatté l'esercito castigliano nella Vega de Granada. Entrambi i comandanti e reggenti castigliani Giovanni e Pietro morirono senza combattere durante la battaglia, forse a causa di un arresto cardiaco. Le forze di Ismaʿil misero poi in rotta le demoralizzate forze castigliane. La sconfitta e la morte dei due reggenti resero la Castiglia priva un comandante, gettandola in uno stato di caos e concedendo a Ismaʿil il sopravvento. A causa della situazione eccezionale, la Hermandad General de Andalucía, una confederazione regionale di città di frontiera, agì allo scopo di negoziare con Granada. Alla fine, fu concordata una tregua tra l'Hermandad e Ismaʿil a Baena il 18 giugno 1320, destinata a durare otto anni. Una delle disposizioni prevedeva che i castigliani non avrebbero aiutato nessun altro re moro, circostanza la quale avrebbe comportato la cessazione del sostegno a Nasr.
Nasr morì a Guadix senza avere eredi il 16 novembre 1322 (6 Dhu al-Qaida 722 AH) all'età di 35 anni, ponendo fine alla linea maschile diretta della dinastia nasride che discendeva da Muhammad I, il fondatore del sultanato. I sovrani di epoca successiva di Granada sarebbero discesi da Ismaʿil, il cui padre proveniva da un ramo cadetto della dinastia, ma la cui madre Fatima era nipote di Muhammad I. L'assenza di eredi di Nasr assicurò l'unità della dinastia per il momento, e Ismaʿil assunsero nuovamente il dominio in maniera pacifica dei territori precedentemente sottoposti al controllo di Nasr. Quest'ultimo fu inizialmente sepolto presso la moschea principale di Guadix, ma successivamente trasferito sulla collina Sabika dell'Alhambra insieme al nonno Muhammad I e al fratello Muhammad III.

## Personalità
Le biografie ufficiali descrivono Nasr alla stregua di elegante, dalle maniere gentili, casto e amante della pace. Era esperto di astronomia, avendo ricevuto delle lezioni da Muhammad ibn al-Raqqam (1250-1315), un astronomo di Murcia che si stabilì a Granada su invito di Muhammad II. Nasr fu lui stesso autore di vari almanacchi e tavole astronomiche. Divenne inoltre mecenate di un noto medico del suo tempo, Muhammad al-Safra di Crevillent, che lo seguì come guaritore personale a Guadix dopo essere stato detronizzato.

## Rilevanza storica

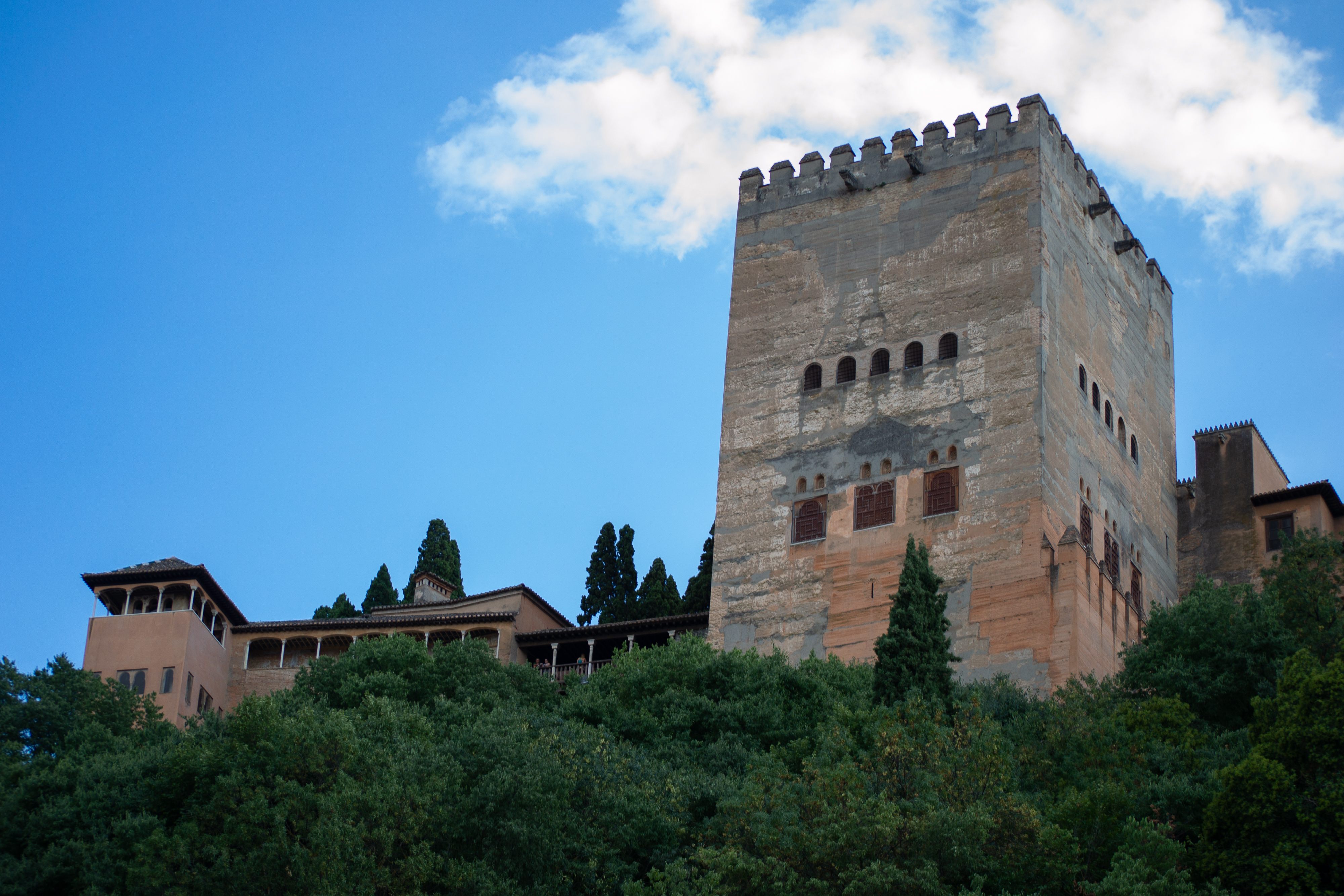
Nasr costruì la Torre di Abu al-Juyush, oggi conosciuta come Torre del Peinador de la Reina

Nasr supervisionò la costruzione della Torre di Abu al-Juyush nell'Alhambra, una fortificazione difensiva dalla forma rettangolare che si erge al di sopra delle mura cittadine ultimate da Muhammad II. La torre è collegata ad esse da una scala nascosta che conduce altresì a un percorso sotterraneo e all'esterno del complesso del palazzo. Oggi l'area è meglio conosciuta perché sede del Peinador de la Reina ("la toeletta della regina"), utilizzata in epoca futura da Isabella di Portogallo, consorte dell'imperatore Carlo V d'Asburgo. La torre fu verosimilmente sfruttata e ulteriormente ammodernata dai successori di Nasr e Yusuf I, figlio di Ismaʿil I, che detronizzò Nasr e tentò di sostituire i riferimenti del sultano alla torre con il proprio nome.
Per gli storici tradizionali e moderni, l'abdicazione di Nasr in favore di Ismaʿil I segnò la fine dell'al-dawla al-ghalibiyya al-nasriyya, "la dinastia nasride di al-Ghalib", i cui governanti discendevano patrilinealmente da Muhammad I, conosciuto anche con l'epiteto "al-Ghalib billah", e l'inizio di un nuovo ramo collaterale, quello dell'al-dawla al-isma'iliyya al-nasriyya, "la dinastia nasride di Ismaʿil". I Nasridi non avevano una regola di successione fissa, ma Ismaʿil I fu il primo dei pochi sovrani che discendevano solo matrilinearmente dalla linea reale. L'altro caso avvenne nel 1432 con l'ascesa di Yusuf IV.

### Esplicative
1. ↑  Oltre a quello di sultano, nei documenti ufficiali dell'epoca e nella storiografia Nasr viene altresì indicato alternativamente con i titoli di "re" o "emiro" (in arabo amir‎?): Rubiera Mata (2008), p. 293.

### Bibliografiche
1. 1 2  Latham e Fernández-Puertas (1993), p. 1020.
2. 1 2 3 4 5 6 7  Vidal Castro.
3. 1 2  Catlos (2018), p. 343.
4. ↑  Rubiera Mata (1996), p. 184.
5. ↑  Rubiera Mata (1969), pp. 108-109, nota 5.
6. 1 2  Harvey (1992), pp. 169-170.
7. 1 2 3  Rubiera Mata (1969), p. 114.
8. ↑  (EN) Edward Lipiński, Itineraria Phoenicia, Peeters Publishers, 2004,  p. 422, ISBN 978-90-42-91344-8.
9. 1 2 3 4  Harvey (1992), p. 172.
10. ↑  O'Callaghan (2011), p. 122.
11. ↑  Arié (1973), p. 267.
12. 1 2 3  O'Callaghan (2011), p. 127.
13. 1 2  Latham e Fernández-Puertas (1993), p. 1022.
14. ↑  O'Callaghan (2011), pp. 127-128.
15. 1 2  O'Callaghan (2011), pp. 128-129.
16. ↑  Harvey (1992), p. 173.
17. ↑  O'Callaghan (2011), pp. 129-130.
18. 1 2 3  O'Callaghan (2011), p. 130.
19. 1 2 3 4 5 6 7 8 9  Latham e Fernández-Puertas (1993), p. 1023.
20. ↑  Harvey (1992), p. 175.
21. ↑  O'Callaghan (2011), p. 132.
22. ↑  Harvey (1992), p. 179.
23. ↑  O'Callaghan (2011), pp. 132-133.
24. 1 2 3 4  O'Callaghan (2011), p. 133.
25. ↑  Rubiera Mata (1969), p. 115.
26. 1 2 3 4 5  Harvey (1992), p. 180.
27. 1 2 3 4 5 6 7 8  Fernández-Puertas (1997), p. 4.
28. 1 2  Vidal Castro (2004), p. 361.
29. ↑  Vidal Castro (2004), pp. 362-363.
30. ↑  Fernández-Puertas (1997), pp. 2-3.
31. ↑  Fernández-Puertas (1997), pp. 2-4.
32. ↑  Rubiera Mata (1975), pp. 131-132.
33. 1 2  Rubiera Mata (1975), p. 132.
34. 1 2 3  O'Callaghan (2011), p. 134.
35. 1 2 3 4 5 6  Fernández-Puertas (1997), p. 5.
36. 1 2 3  O'Callaghan (2011), p. 138.
37. 1 2  O'Callaghan (2011), p. 137.
38. ↑  O'Callaghan (2011), p. 139.
39. ↑  O'Callaghan (2011), pp. 139-143.
40. 1 2  O'Callaghan (2011), p. 144.
41. ↑  O'Callaghan (2011), pp. 144-145.
42. ↑  Harvey (1992), p. 182.
43. ↑  O'Callaghan (2011), pp. 147-148.
44. 1 2  O'Callaghan (2011), p. 147.
45. ↑  Arié (1973), p. 430.
46. ↑  Fernández-Puertas e Jones (1997), p. 247.
47. 1 2  Boloix Gallardo (2016), p. 281.